# أنتوني سوير
أنتوني سوير (بالإنجليزية: Anthony Sawyer)‏ هو متزلج صدري بريطاني، ولد في 29 أبريل 1980 في إسكس في المملكة المتحدة.

## وصلات خارجية
- أنتوني سوير على موقع الاتحاد الدولي لألعاب القوى (الإنجليزية)
- أنتوني سوير على موقع IBSF (الإنجليزية)
- أنتوني سوير على موقع اتحاد ألعاب الكومنولث (مؤرشف) (الإنجليزية)